# Live from Toronto (album, The Who)
Live from Toronto je živé double album od The Who. Bylo nahráno 17. prosince 1982 v Maple Leaf Gardens v Torontu během posledního koncertu jejich turné k It's Hard. Toto vystoupení bylo původně vysílána kabelovou televizí a FM rádiem ve Spojených státech a v Kanadě. Na začátku 80. let byl záznam vydán na VHS. V roce 2006 bylo video z koncertu vydáno na DVD. V podstatě se jedná o stejnou verzi s novými efekty.
Tři skladby, které zazněly na koncertě, se na albu ani na DVD neobjevily: „Behind Blue Eyes“, „Dr. Jimmy“ a „Cry If You Want“. Nicméně verze „Cry If You Want“ nahraná na tomto koncertě se objevila na remasterované verzi It's Hard z roku 1997.

## Seznam skladeb
Autorem všech skladeb je Pete Townshend, pokud není uvedeno jinak.
Disk 1
1. „My Generation“ – 2:48
2. „I Can't Explain“ – 2:30
3. „Dangerous“ (John Entwistle) – 3:39
4. „Sister Disco“ – 5:13
5. „The Quiet One“ (Entwistle) – 4:22
6. „It's Hard“ – 4:57
7. „Eminence Front“ – 5:36
8. „Baba O'Riley“ – 5:19
9. „Boris the Spider“ (Entwistle) – 3:22
10. „Drowned“ – 8:11
11. „Love Ain't for Keeping“ – 2:40

Disk 2
1. „Pinball Wizard“ – 2:47
2. „See Me, Feel Me“ – 4:14
3. „Who Are You“ – 6:28
4. „5:15“ – 6:27
5. „Love, Reign O'er Me“ – 4:47
6. „Long Live Rock“ – 5:06
7. „Won't Get Fooled Again“ – 10:07
8. „Naked Eye“ – 7:00
9. „Squeeze Box“ – 2:52
10. „Young Man Blues“ (Mose Allison) – 4:38
11. „Twist and Shout“ (Bert Russell a Phil Medley) – 3:40

## Obsazení
The Who
- Roger Daltrey – zpěv, akustická kytara, perkuse, harmonika
- John Entwistle – baskytara, zpěv
- Kenney Jones – bicí, perkuse
- Pete Townshend – kytara, zpěv

Další hudebníci
- Tim Gorman – klavír, klávesy, syntezátor, zpěv